# Мирюнник
Мирюнник — река в России, протекает по Архангельской области. Устье реки находится в 123 км от устья реки Вычегда по правому берегу. Длина реки составляет 12 км. Вблизи устья, на левом берегу, располагалась деревня Сырой Корень.

## Данные водного реестра
По данным государственного водного реестра России относится к Двинско-Печорскому бассейновому округу, водохозяйственный участок реки — Вычегда от города Сыктывкар и до устья, речной подбассейн реки — Вычегда. Речной бассейн реки — Северная Двина.
Код объекта в государственном водном реестре — 03020200212103000023931.